# Municipio de West Providence
El municipio de West Providence (en inglés: West Providence Township) es un municipio ubicado en el condado de Bedford en el estado estadounidense de Pensilvania. En el año 2000 tenía una población de 3.323 habitantes y una densidad poblacional de 33.4 personas por km².

## Geografía
El municipio de West Providence se encuentra ubicado en las coordenadas 39°57′10″N 78°23′44″O / 39.95278, -78.39556.

## Demografía
Según la Oficina del Censo en 2000 los ingresos medios por hogar en la localidad eran de $32,609 y los ingresos medios por familia eran $38,475. Los hombres tenían unos ingresos medios de $26,964 frente a los $18,039 para las mujeres. La renta per cápita para la localidad era de $18,564. Alrededor del 7% de la población estaban por debajo del umbral de pobreza.